# 亨吉德山

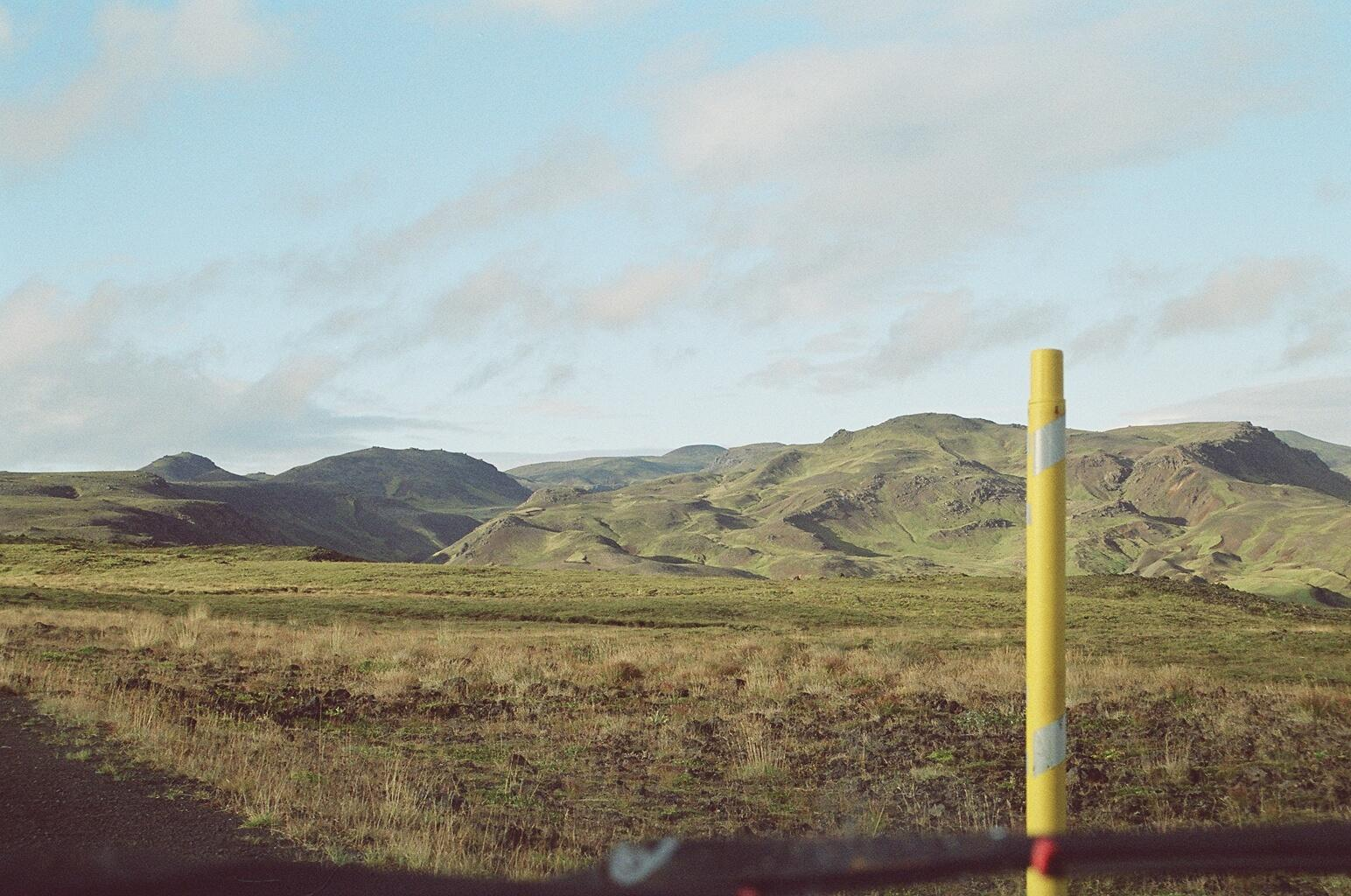

亨吉德山是冰島西南部的火山，面積約100平方公里，海拔高度803米，最近一次火山噴發在公元90年左右發生，附近的地熱能發電站是冰島南部的重要能量來源。

## 外部連結
- Hiking in Hengill Topographical map and trail descriptions